# Epirranthis diversaria
Epirranthis diversaria là một loài bướm đêm trong họ Geometridae.